# Distrito de Chupa
El distrito de Chupa es uno de los quince que conforman la provincia de Azángaro, ubicada en el departamento de Puno en el sur del Perú. En 2007 tenía una población de 13 746 hab. y una densidad poblacional de 96 hab. por km². Abarca un área total de 143,21 km².
Desde el punto de vista jerárquico de la Iglesia católica forma parte de la diócesis de Puno, sufragánea de la arquidiócesis de Arequipa.

## Toponimia
Chupa es un vocablo quechua que significa rabo o cola, es lógico que al ser el distrito de Chupa una península en el lago Titicaca haya recibido ese nombre.

## Historia
Su historia se remonta a la prehistoria. Existen varias cuevas en el lugar llamado Fundición donde se han encontrado restos líticos pertenecientes al paleolítico superior.
El distrito fue creado por un Decreto Supremo el 2 de mayo de 1854., en el gobierno del Presidente José Rufino Echenique.

## Geografía
Chupa se encuentra ubicado en las coordenadas 15°6′17″S 69°59′44″O / -15.10472, -69.99556. Según el INEI, Chupa tiene una superficie total de 143,21 km². Este distrito se encuentra situado en el este de la provincia de Azángaro, en la zona norte del departamento de Puno y en la parte sur del territorio peruano. Su capital Chupa se halla a una altitud de 3.823 m s. n. m..
| Noroeste: distrito de Arapa | Norte: distrito de Pedro Vilca Apaza | Noreste: distrito de Huancané |
| Oeste: distrito de Arapa    |                                      | Este: distrito de Huancané    |
| Suroeste distrito de Arapa  | Sur: lago Titicaca                   | Sureste: lago Titicaca        |

El 47% del territorio de Chupa corresponde a pastisales naturales, lo cual determina que la principal actividad del distrito sea la pecuaria.

## Demografía
Según el censo peruano de 2007, había 13.746 personas residiendo en Chupa, 11.975 correspondían al ámbito rural y 1.771 al urbano. La densidad de población era 96 hab./km².

## Economía
Chupa tiene como principales actividades la ganadería y la agricultura. Los productores derivados de estas actividades son comercializados en las ferias semanales que se llevan a cabo en la capital del distrito.

## Autoridades

### Municipales
- 2023 - 2026[3]
  - Alcalde: Antonio Machaca Mamani.

### Policiales
- Comisario:  PNP

### Religiosas
- Diócesis de Puno[4]
  - Obispo: Mons. Jorge Pedro Carrión Pavlich.
- Parroquia
  - Párroco: Pbro.  'Fredi Peralta Cayo

### Atractivos turísticos

#### Templo de San Martín de Tours

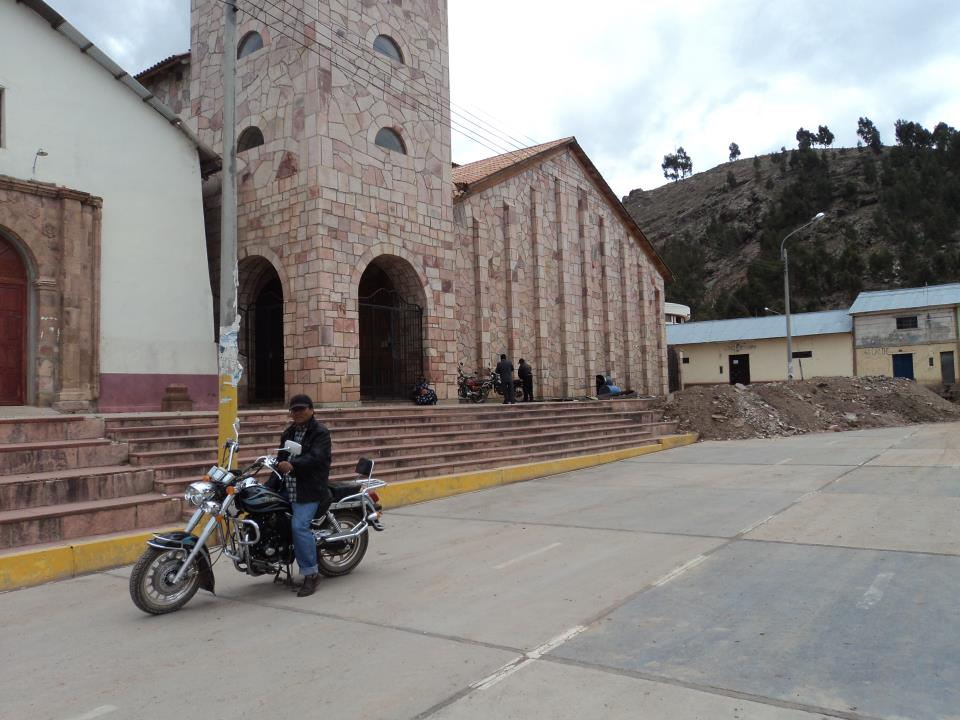
Vista del Templo de San Martín de Tours

Fue construido a principios del siglo XX, de piedra laja a su frentera observamos 09 contrafuertes con una torre de un solo cuerpo, con techo de teja de forma piramidal, en su interior observamos un retablo tallado bañado en pan de oro en la parte superior se encuentra a Cristo crucificado, en la parte inferior se observa a dos Santos San Martín Obispo y San Martín Papa, con una cúpula labrada en madera que causa que causa impresión a todo visitante dicho templo se erigió en memoria de San Martín de Tours, donde la población venera con fe y devoción cada 11 de noviembre de cada año.

#### Lago Arapa: Reserva de altura bella y brillante
En la gran meseta del Sur Andino o del Altiplano Peruano se encuentra un lugar de significado importancia, de hondo contenido hídrico y variado atractivo, con un aire elemental apacible, entre los territorios de Chupa, Arapa y Samán de la provincia de Azángaro y los centros poblados de Titihui y Yanaoco del distrito y provincia de Huancané de la Región de Puno, separado tan solamente 8 km de distancia del lago Titicaca al extremo Norte, ahí tiene; el Lago de ARAPA de aguas calmas, refleja pura y bella bajo el sol tibio de la madrugada blanqueados de empinados “Apus” sigilosos guardianes de todos los seres vivos residentes, a través del tiempo de los tiempos, interpretada en la “filosofía Cosmovisionaria de los Andes” el lago de siempre fuente de vida de cientos de formas de vida y de mil inspiraciones del pasado civilización, del presente y dependerá de la acción de hoy y las futuras generaciones humanas.

#### Formación geológica: Socayapi
Llamado también kasarakuq Qaqa que significa en castellano (roca en matrimonio), es un bosque de roca, formación geológica caprichosa, se elevan imponentes una quincena de inmensas moles de roca arenisca verticalmente de color canela claro a manera de torres, que superen fácilmente los 50 metros de altura. Ubicado en la ladera del Sur del cerro Socayapi, entre la comunidad campesina de Collpani y Puncuchupa a una altitud de 3860 m s. n. m. a 200 m del IES Ricardo Palma de Zona Norte, a 6,5 km de la Capital de Distrito al Norte de la misma. Se puede llegar por dos vías, Chupa – Accorani - Socayapi (7 km) y Chupa - RuKus – Socayapi (6.5 km.).
Las rocas de Socayapi Yerguen silenciosas pero vigilantes como los guardianes sigilosos de todos los habitantes de la zona y los recursos naturales, en sus fisuras y agujeros alojan a: Búho, águila, caquencora, loro, colibrí, vizcacha; además guía de los viajeros, se orientan preguntando por ellos, al pie de Kasarakuq Qaqa discurre el río Puncuchupa, pasan caminos y trochas carrózales que interconectan comunidades y a la provincia de Azángaro.
Socayapi tiene las condiciones favorables para desarrollar actividades turísticas en especial “turismo de aventura” escalada de roca y eápel.
kasarakuq Qaqa no solo son moles pétreos, sino tiene una viva historia, una leyenda florido que contar, “aquella vez, en los años inmemoriales se realizó una ceremonia de matrimonio de una pareja de condición social importante, se ofició el acto nupcial en la capilla de toldo rumí situado a 2 Km. Al Oeste de Socayapi; en este lugar se fundó y floreció la ciudad de Arequipa, en plena ceremonia dentro de la capilla se presentó un anciano sucio y harapiento, pidió agua y comida, no ha sido atendido por los novios fue echado de la capilla, advirtió el anciano, fue más que una recomendación para todo el sequito: de salir de la capilla caminar sin mirar para atrás hasta llegar a la casa, porque si no puede ocurrir algo malo para los novísimos novios, la pareja hizo caso omiso ignorando el presagio del anciano, volteo la mirada para atrás la ciudad ardía en llamas, y la pareja, los padrinos y los acompañantes se convirtieron en roca en medio de camino, en el sitio Socayapi…” La presencia del anciano, no fue hombre, sino era el mismo Dios, que castiga a los desobedientes.

#### Centro arqueológico de Rukus
Torre funerarias de Rukus, ubicado en el sector Ayapata de la Comunidad Campesina de Unión Rukus, son características por su forma se levantan encima de pequeños promontorios alcanzando hasta 4.5 metros de altura y 2.5 de metros de diámetro la torre de vizcacha, (en sus agujeros habitan vizcachas) es la más importante por su tamaño, se registran en total 12 torres funerarias de menor tamaño en regular estado de conservación, la cámara funeraria acopulado mide 1,5 m de ancho, está construido de amalgama de barro, ichu y piedra.

#### Centro arqueológico de Molloqarqa
(Vocablo quechua) significa “roca sin punta” era centro ceremonial y administrativo importante del estilo Molloqaqa de los kollas, que corresponde al periodo al periodo formativo intermedio tardío entre (1100 – 1450 d. C.) con importantes sitios adoratorios de prácticas de cultos a los animales y a las plantas de la región representación ideográfica, como revelan en los petroglifos en alto relieve; la llama, el zorro, la serpiente, la hoja pentalobular son los seres totémicos por su representación simbólica, además se encuentran desperdigados restos de ceramios, artefactos líticos, por todos los asentamientos y cementerios ocupados desde taquitia (entierros cavernarios) pata pampa(más de 250 Chullpas), y parte de Molloqaqa (un centenar de chullpas), en total se encuentran más de 350 chullpas de tres tipos: 1. Semisoterrada 2. Rústica 3. Iglú, todos de base circular de diferentes tamaños eran entierros múltiples. Gran parte de las chullpas de molloqaqa han sido profanadas a medianos del año 2010, por los pobladores del lugar y estudiantes de los colegios en plena luz del día impulsado por algunos docentes, que ha sufrido terrible daño y execración de este patrimonio arqueológico. También hasta la actualidad se encuentra dos piedras de gran tamaño tallados en forma de campanas en cada una de ellas tallados con 2 culebras y 2 llamas. al pasar de los años las dos piedras se ven cambiados de un lugar a tros

## Festividades
- Noviembre: Martín de Tours días 10, 11 y 12.